# They Don’t Care About Us
They Don’t Care About Us (englisch für „Sie interessieren sich nicht für uns“) ist eine Eigenkomposition des US-Sängers Michael Jackson und die international vierte Singleauskopplung aus dem Album HIStory – Past, Present and Future Book I.
Der Song erschien erstmals auf dem Album HIStory, das am 20. Juni 1995 veröffentlicht wurde. Die Single erschien am 31. März 1996.

## Kontroversen
Der Song beschäftigt sich mit dem Thema Ungerechtigkeit. Es handelt sich um eines der kontroversesten Stücke, die Jackson je veröffentlicht hat. Am Tag vor Erscheinen des Albums wurde der Text in der New York Times öffentlich kritisiert. Insbesondere die Zeilen „Jew Me, sue me, everybody do me, kick me, kike me, don’t you black or white me“ wurden von der Zeitung als antisemitisch eingeschätzt. (Kike ist eine abwertende Bezeichnung für einen Juden, vergleichbar mit der Bezeichnung Itzig im Deutschen.)
Dazu sagte Michael Jackson im Interview:

„The idea that these lyrics could be deemed objectionable is extremely hurtful to me, and misleading. The song in fact is about the pain of prejudice and hate and is a way to draw attention to social and political problems. I am the voice of the accused and the attacked. I am the voice of everyone. I am the skinhead, I am the Jew, I am the black man, I am the white man. I am not the one who was attacking. It is about the injustices to young people and how the system can wrongfully accuse them. I am angry and outraged that I could be so misinterpreted.“

„Es schmerzt mich sehr, dass diese Texte für anstößig gehalten werden, und es handelt sich um eine Fehleinschätzung. In Wirklichkeit handelt der Song von dem Schmerz, den Vorurteile und Hass verursachen, und er soll auf soziale und politische Probleme hinweisen. Ich bin die Stimme der Angeklagten und der Angegriffenen. Ich bin jedermanns Stimme. Ich bin der Skinhead, der Jude, der Schwarze, der Weiße. Ich wollte niemanden angreifen. Es geht um die Ungerechtigkeiten gegenüber jungen Leuten und darum, wie das System sie zu Unrecht benachteiligen kann. Ich bin wütend und empört, dass ich derart missverstanden werden konnte.“

Als Jackson in der Sendung Prime Time Live des Senders ABC News weiter zu den Texten befragt wurde, bestritt er, dass They Don't Care About Us ein antisemitisches Lied sei.

„It’s not anti-Semitic because I’m not a racist person […]. I could never be a racist. I love all races.“

„Es ist nicht antisemitisch, weil ich kein Rassist bin […]. Ich könnte nie ein Rassist sein. Ich liebe alle Rassen.“

Er wies darauf hin, dass einige seiner engsten Mitarbeiter und Freunde Juden seien. Noch am selben Tag sprangen Jacksons Manager und seine Plattenfirma bei, die die Textstellen als „brillant“, als Entgegnung auf Vorurteile und als aus dem Zusammenhang gerissen bezeichneten.
Am folgenden Tag erklärten zwei führende Mitglieder der jüdischen Gemeinde, dass Jacksons Versuch, ein Lied gegen Diskriminierung zu verfassen, wohl nach hinten losgegangen sei. Sie führten weiterhin aus, die Texte seien insbesondere für jüngere Hörer ungeeignet, die nicht über das nötige Hintergrundwissen verfügten, und dass sie manche Hörer überfordern könnten. Sie gestanden Jackson allerdings zu, dass er es gut gemeint habe und schlugen vor, dass er dem Beiheft des Albums eine entsprechende Erklärung hinzufügen sollte. Daraufhin nahm Jackson Änderungen am Lied vor. Es entstanden zwei zensierte Versionen von They Don’t Care About Us. So wurden die Wörter jew und kike entweder von lauten Störgeräuschen übertönt oder durch sue bzw. kick ersetzt.

## Musikvideos
Zum Song wurden zwei Clips gedreht: In der Handlung der ersten Version sieht man die Favela Santa Marta in Rio De Janeiro und Salvador da Bahia und einige Einwohner, und Jackson singt zusammen mit den Einwohnern das Lied. Die Herstellung des Videos soll sich als schwierig erwiesen haben, da die Behörden versuchten, die Dreharbeiten zu verbieten. Beamte fürchteten, dass das Video sich auf den Tourismus auswirken könnte. Regie führte Spike Lee. Aufgrund der Gefahr in Santa Marta überwachten eine Hundertschaft Militärpolizisten sowie 50 dafür angeworbene Einwohner die Dreharbeiten. Nach dem Dreh unterstützte Jackson das Viertel finanziell. Am Drehort des Videos steht heute eine Bronzestatue des Sängers.
Im zweiten Clip sieht man ein Gefängnis mit Zelleninsassen und Michael Jackson in Handschellen. Zu sehen sind auch verschiedene reale Aufnahmen, darunter Übergriffe von Polizisten auf schwarze Amerikaner, so auch von der Misshandlung von Rodney King 1992 in Los Angeles sowie den danach ausgebrochenen Unruhen; Aufnahmen des Tank Man, von Ku-Klux-Klan-Mitgliedern und Straßenschlachten sowie hungernde Kinder, Kriegsszenen, Morde, Hinrichtungen und Menschenrechtsverletzungen.

## Kritik
Die Website Popkultur.de wählte They Don’t Care About Us auf Rang 25 der besten Songs des Jahres 1996.

## Kommerzieller Erfolg

### Chartplatzierungen
In Großbritannien stieg das Lied am 4. April 1996 in die Singlecharts ein und platzierte sich auf Rang vier. Insgesamt hielt sich die Single 25 Wochen in den Charts. In den Ländern Österreich, Schweiz, Frankreich, Belgien, Schweden, Niederlande, Finnland, Norwegen, Dänemark, Italien, Spanien, Irland, Ungarn, Tschechien und Neuseeland erreichte die Single Top-10-Platzierungen. In Deutschland stieg They Don’t Care About Us am 1. April 1996 auf Platz 37 der Charts ein. Am 13. Mai verdrängte die Single Robert Miles’ Titel Children von der Chartspitze und konnte sich drei Wochen an ebendieser platzieren. Insgesamt konnte sich das Lied 40 Wochen in den Charts platzieren. They Don’t Care About Us ist nach der Vorgängersingle Earth Song der zweite und letzte Nummer-eins-Hit für Jackson in Deutschland. Der Song erreichte insgesamt in 17 Ländern die Top zehn und in vier Ländern sogar den Spitzenplatz. In den USA erreichte They Don’t Care About Us nur Platz 30 der Charts, dafür aber Platz zehn der R&B/Hip-Hop Charts und Platz vier der Dance Single Sale Charts. Der Charterfolg in den Billboard 100 wird in dem Buch „Michael Jackson: The Solo Years“ als eine der armseligsten Chartperformances seit Jacksons Wechsel zu Epic Records beschrieben.
| ChartsChartplatzierungen           | Höchstplatzierung | Wochen |
| ---------------------------------- | ----------------- | ------ |
| Deutschland (GfK)                  | 1 (40 Wo.)        | 40     |
| Österreich (Ö3)                    | 2 (42 Wo.)        | 42     |
| Schweiz (IFPI)                     | 3 (31 Wo.)        | 31     |
| Vereinigte Staaten (Billboard)     | 30 (13 Wo.)       | 13     |
| Vereinigte Staaten (Billboard R&B) | 10 (19 Wo.)       | 19     |
| Vereinigtes Königreich (OCC)       | 4 (25 Wo.)        | 25     |

| ChartsJahrescharts (1996) | Platzierung |
| ------------------------- | ----------- |
| Deutschland (GfK)         | 7           |
| Österreich (Ö3)           | 3           |
| Schweiz (IFPI)            | 8           |

### Auszeichnungen für Musikverkäufe
Die Single wurde 1996 von der BVMI für mehr als 750.000 verkaufte Einheiten mit dreifach Gold ausgezeichnet. Im Vereinigten Königreich erhielt die Single am 1. Mai 1996 eine Silberne Schallplatte für mehr als 200.000 verkaufte Einheiten. Bis April 2023 wurde das Lied dort mit Platin für bis dato 600.000 Verkäufe ausgezeichnet. Die französische Musikindustrie Syndicat national de l’édition phonographique zeichnete die Single im Jahr 1996 mit der Silbernen Schallplatte aus. In Australien wurde das Lied mit der Goldenen Schallplatte für über 35.000 verkaufte Exemplare ausgezeichnet.

| Land/Region                  | Auszeichnungen für Musikverkäufe (Land/Region, Auszeichnung, Verkäufe) | Verkäufe    |
| ---------------------------- | ---------------------------------------------------------------------- | ----------- |
| Australien (ARIA)            | Gold                                                                   | 35.000      |
| Belgien (BRMA)               | Gold                                                                   | 25.000      |
| Dänemark (IFPI)              | Platin                                                                 | 90.000      |
| Deutschland (BVMI)           | 3× Gold                                                                | 750.000     |
| Europa (IFPI)                | Platin                                                                 | (1.000.000) |
| Frankreich (SNEP)            | Silber                                                                 | 125.000     |
| Kanada (MC)                  | Platin                                                                 | 80.000      |
| Neuseeland (RMNZ)            | Platin                                                                 | 30.000      |
| Norwegen (IFPI)              | Gold                                                                   | 10.000      |
| Spanien (Promusicae)         | Gold                                                                   | 30.000      |
| Vereinigte Staaten (RIAA)    | Gold                                                                   | 500.000     |
| Vereinigtes Königreich (BPI) | Platin                                                                 | 600.000     |
| Insgesamt                    | 1× Silber · 6× Gold · 6× Platin ·                                      | 2.275.000   |

Hauptartikel: Michael Jackson/Auszeichnungen für Musikverkäufe

## Besetzung
- Komposition – Michael Jackson
- Produktion – Bruce Swedien
- Solo, Background Vocals – Michael Jackson
- Background Vocals – Los Angeles Children’ Choir
- Gitarre – Trevor Rabin (Großteil des Songs), Slash (weitere Noten)
- Perkussion – Michael Jackson, Brad Buxer
- Keyboards, Synthesizer – Michael Jackson, Brad Buxer, Chuck Wild, Jeff Bova, Jason Miles
- Synthesizer Programmierung – Brad Buxer, Chuck Wild, Michael Jackson
- Tontechniker – Bruce Swedien
- Assistierende Tontechniker – Eddie De Lena, Matt Forger, Rob Hoffman
- Mix – Bruce Swedien, Eddie De Lena

## Coverversionen
- 1995: Dino Merlin (Kad sve ovo bude juce, thematisiert den Bosnienkrieg)
- 2008: Northern Kings
- 2008: Nathalie Makoma (Im Glad I’m Alive)
- 2011: Ibrahim Maalouf
- Nyusha (auf Livekonzerten)
- 2015: 2Cellos
- 2021: Apache 207 (Vodka)
- 2021: Beast in Black (Album: Dark Connection)